# Grand-Goâve
Grand-Goâve este o comună din arondismentul Léogâne, departamentul Ouest, Haiti, cu o suprafață de 242,79 km2 și o populație de 124.135 locuitori (2009).